# Trigonocidaris monolini
Trigonocidaris monolini is een zee-egel uit de familie Trigonocidaridae.
De wetenschappelijke naam van de soort werd in 1879 gepubliceerd door Alexander Agassiz.